# (13274) Roygross
(13274) Roygross (1998 QX37) – planetoida z pasa głównego asteroid okrążająca Słońce w ciągu 3,86 lat w średniej odległości 2,46 j.a. Odkryta 17 sierpnia 1998 roku przez Lincoln Laboratory Near-Earth Asteroid Research Team w Socorro.